# Kate Marsden
Kate Marsden   (Edmonton, 13 de maig de 1859 - Springfield Hospital, 26 de maig de 1931) va ser una infermera, exploradora i escriptora britànica. Secundada alhora per la Reina Victòria i la tsarina de Rússia Maria Fedorovna, va investigar tractaments per a la lepra. Es va proposar un viatge de Moscou a Sibèria per a trobar una cura i creà un centre de tractament per a la lepra a Sibèria.
Marsden va ser perseguida després del seu viatge per homofòbia, les seves finances es van qüestionar, així com els motius per al viatge. Els seus acusadors gairebé van tenir èxit, fent de la seva sexualitat la base per als atacs. Així i tot ella va ser nomenada membre de la Royal Geographical Society. A Sibèria és recordada com una benefactora, el seu nom és honorat i s'ha aixecat una gran estàtua commemorativa al poble de Sosnovka (República de Sakhà) el 2014.

## Biografia
Marsden va néixer a Edmonton, Londres, el 1859, filla de l'advocat J.D. Marsden i de Sophie Matilda Wellsted. Es va fer infermera a l'Hospital Evangèlic de Tottenham i amb 16 anys va entrar a treballar en un hospital de Londres. Més tard es va fer matrona a Wellington Hospital.
El 1877 es va oferir com a voluntària per anar a Bulgària, amb altres infermers, per atendre els soldats russos ferits en la guerra de Rússia amb Turquia. Treballant en la missió de Creu Roja va rebre un premi de la tsarina Maria Fedorovna pel seu treball desinteressat i la seva devoció. Pel que sembla, prop de Sistova, a Bulgària, en un hospital militar, va conèixer dos leprosos; després en va veure a Terra Santa i a Constantinoble i això la va persuadir que aquesta havia de ser la seva missió.

## Interès en la lepra
Marsden va tornar a Anglaterra i, mentre treballava a l'Hospital de Westminster i després en una casa de convalescència a Liverpool, es va dedicar a ajudar en el tractament dels seus propis germans, que patien tuberculosi. Va viatjar a Nova Zelanda amb la seva madrastra per a ajudar com a infermera a la seva germana malalta. Després de la seva mort s'hi va quedar i va treballar com a superintendenta al Wellington Hospital, un centre que s'havia instal·lat principalment per a atendre la població local māori. A més de dirigir l'hospital i atendre els pacients, es dedicà a formar infermeres i abans de tornar a Anglaterra havia establert la primera sucursal a Nova Zelanda de la brigada d'ambulàncies de St John.
Continuà treballant com a infermera però també visitava els malalts de les colònies britàniques per a tractar la lepra. Viatjà a Egipte, Palestina, Xipre i Turquia i a Constantinoble va sentir parlar a un doctor anglès de les propietats curatives d'una herba de Sibèria. Va sentir dir després que també es trobava al Caucas i a Sant Petersburg. Després de viatjar a Rússia per recollir un premi per la seva labor durant la guerra, i tot i que inicialment volia dirigir-se als malalts de l'India, va decidir centrar-se en els malalats de lepra de Rússia i va obtenir suport per al seu viatge previst a Sibèria.

## Viatge a Sibèria

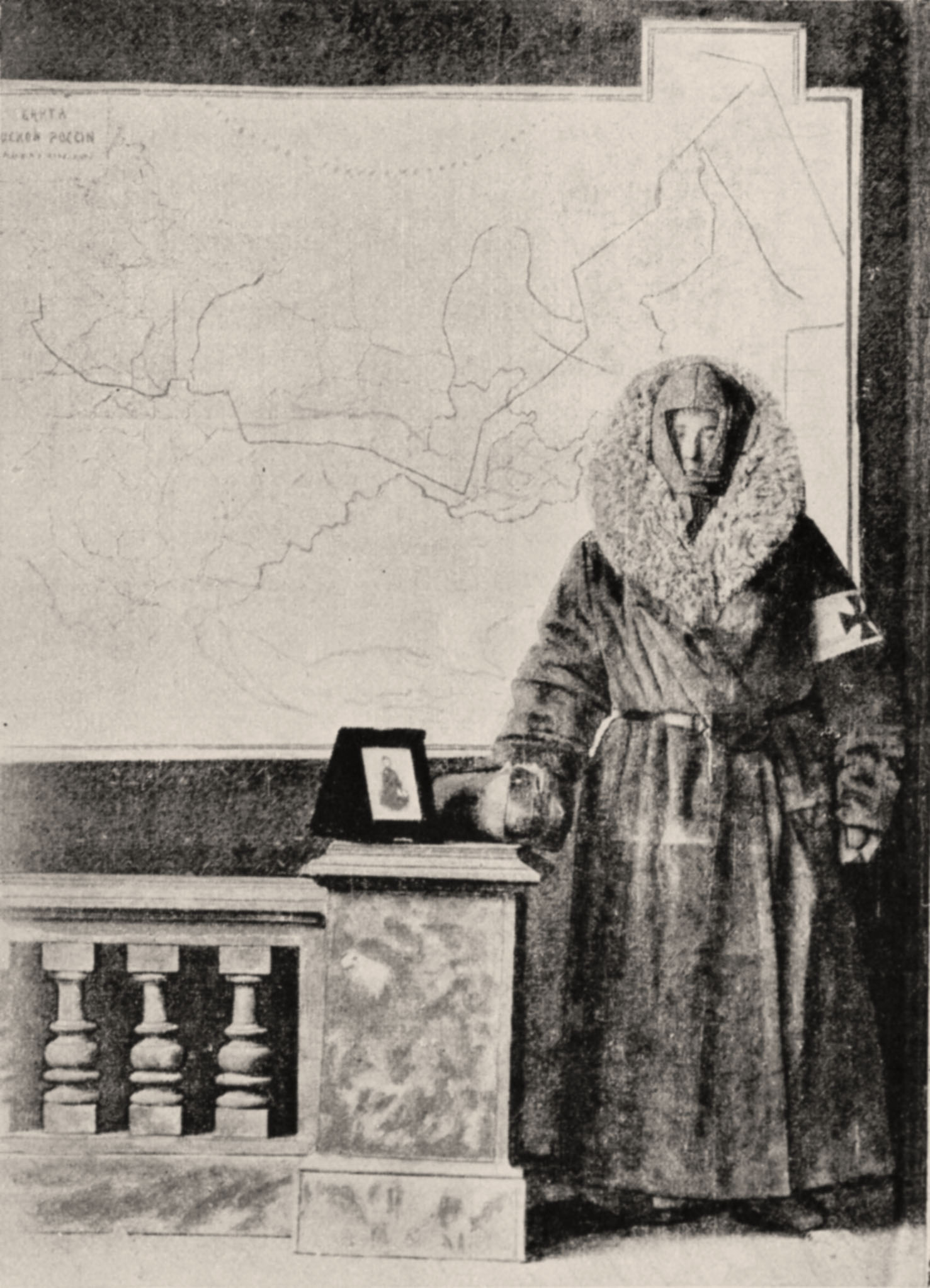
Marsden mostrant la roba que portava en el seu viatge; al seu darrere, un mapa del recorregut

Va salpar d'Anglaterra a Moscou a bord del vaixell mercant Parramatta. Kate Marsden va ser capaç d'aconseguir una audiència amb la tsarina quan va arribar a Moscou al novembre de 1890. La tsarina li va donar una carta per animar a qui la llegís a ajudar Marsden amb els seus plans d'investigar la lepra a Sibèria. Marsden duia les seves pròpies provisions incloent la roba. Va sortir amb una ajudanta i traductora, Ada Field.
En el seu viatge va recórrer 11.000 milles (18.000 km) a través de Rússia, amb tren, trineu, a cavall i amb vaixell. Va haver d'interrompre el seu viatge prop d'Omsk després que la seva companya de viatge caigués malalta, i a partir d'allà va continuar sola el viatge.
Al maig de 1891 va arribar a Irkutsk, on va formar un comitè per a dirigir l'ajuda al problema de la lepra. Va viatjar llavors riu avall pel Lena fins a Iakutsk per a obtenir l'herba que creia podria ser una cura per a la lepra. A pesar que no hi va trobar els efectes que esperava, va continuar treballant entre els leprosos a Sibèria, decidida a millorar les condicions de vida del poble siberià.
El 1892, va ser admesa com a sòcia de la Royal Geographic Society. I va publicar un llibre amb el relat del seu viatge On Sledge and Horseback to Outcast Siberian Lepros (En trineu i a cavall cap als leprosos siberians marginats,1893).

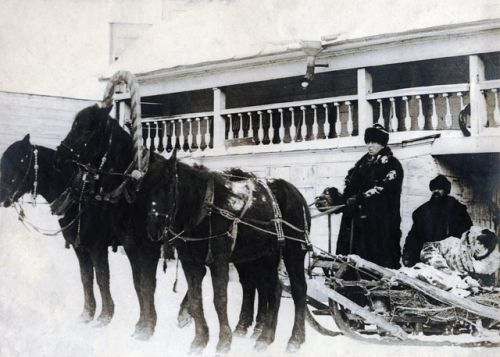
Kate Marsden viatjant per Sibèria en trineu

El 1893 Marsden va viatjar a Chicago, on va donar una conferència sobre les seves proeses als visitants de la World's Fair. Va descriure el seu viatge de 23.000 km, les incòmodes i difícils condicions del trajecte, les curiositats del viatge i tot el que l'havia commogut.
El 1895, Marsden, convertida al catolicisme, es va fer terciària franciscana. Va fundar aleshores una organització benèfica, activa encara, coneguda com St Francis Leprosy Guild. El 1897 va tornar a Sibèria, on va obrir un hospital per a leprosos a Viliúisk. Morí a Londres el 26 de març de 1931, i va ser enterrada en el cementiri de Hillingdon, a Uxbridge.

## Controvèrsia

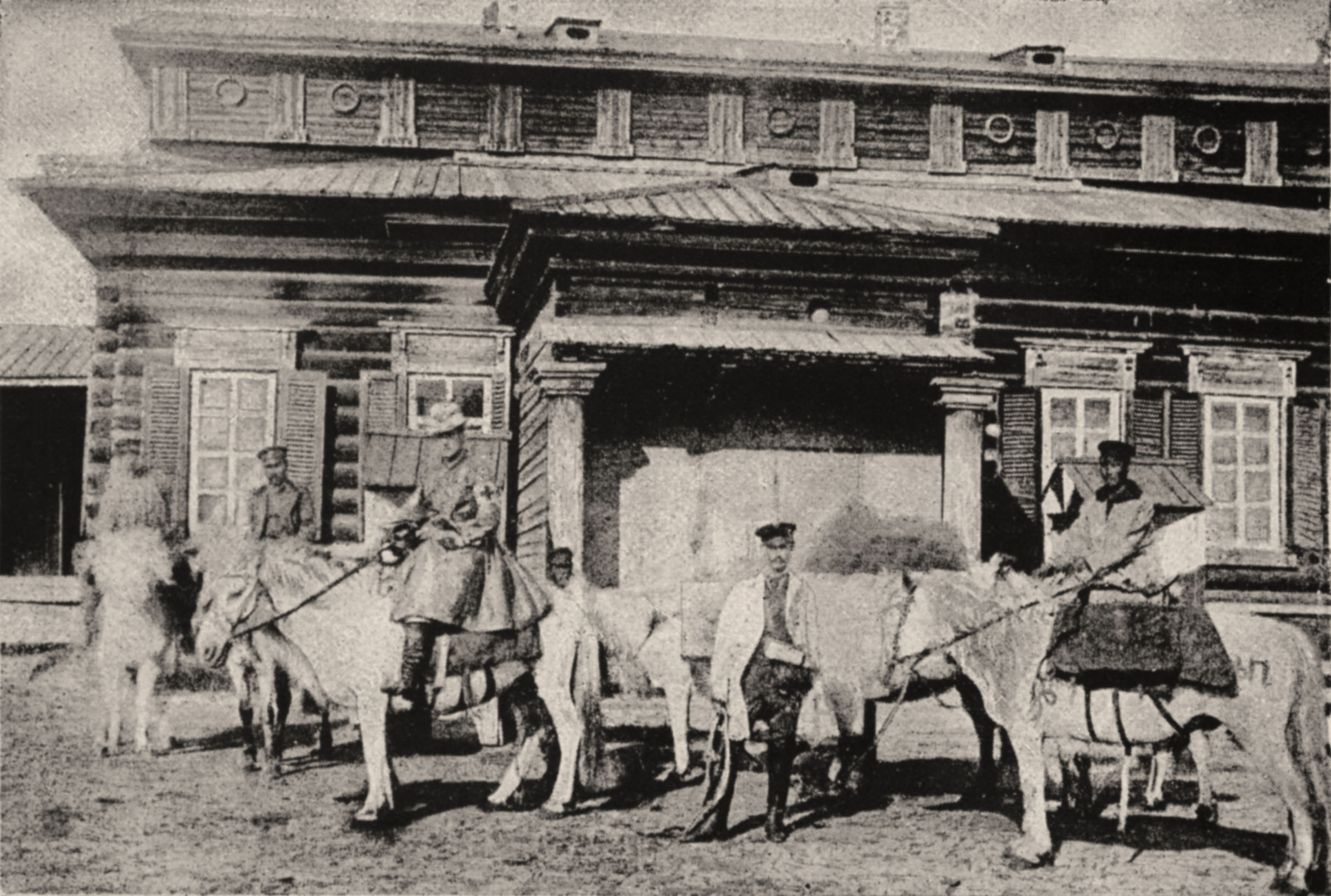
Marsden deixant Iakutsk el 1891

L'èxit de Marsden, un viatge de 2.000 milles (3.200 km) a Sibèria per a trobar una cura per a la lepra, no va portar el seu reconeixement universal; molts van trobar difícil de creure que hagués emprès el viatge que afirmava. A més, hi havia fins i tot rumors que les seves bones obres havien estat empreses per a expiar la seva homosexualitat. Es van publicar les seves proeses i va ser elogiada per la Royal Geographical Society, però William Thomas Stead, considerat el primer periodista sensacionalista, en va fer escarni públic.
El reverend Alexander Francis, un pastor de parla anglesa a Sant Petersburg, va obtenir una confessió de Marsden sobre "la immoralitat amb dones". Després d'una investigació feta a Rússia que va absoldre Marsden i després que els diplomàtics britànic i americà escrivissin una carta a The Times per netejar el seu nom l'agost del 1894, l'atac continuà.

El museu Bexhill, que ella havia inspirat i contribuït a fundar, va rebre la col·lecció de Marsden, i ella va animar el doctor Walter Amsden perquè donés la seva col·lecció d'artefactes egipcis. El 1913 l'alcalde de Bexhill va revelar que Marsden havia estat implicada en una controvèrsia i la Charity Organisation Society va considerar que Marsden no era "una persona apta per a dirigir els fons benèfics". I la van obligar a dimitir com a administradora. El museu es mantindria obert, però sense Marsden.
La controvèrsia que va envoltar Marsden mai no es va resoldre.

## Obra
- Kate Marsden: On Sledge and Horseback to Outcast Siberian Lepers. Londres, 1893
- Kate Marsden: The Leper. A: The Congress of Women: Held in the Woman's Building, World's Columbian Exposition, Chicago, O. S. a., 1893 (editor, Mary Kavanaugh Oldham Eagle). Monarch Book Company, Chicago 1894, S. 213–216[21]
- Kate Marsden: My Mission in Sibèria. A Vindication. Londres, 1921

## Llegat
Cada any es dona als estudiants de llengua anglesa de la Universitat Federal del Nordest, a Iakutsk, una beca Kate Marsden.
El 1991 un diamant de 55 quirats que es va trobar a Sakhà va rebre el nom de Kate Marsden.
En 2008 es va posar en marxa una recerca per a trobar l'herba misteriosa per la qual Marsden havia viatjat a Sibèria. Alguns han suposat que la "cura" era absenta, donzell mascle (Artemisia absinthium), que hauria estat útil en el tractament de les úlceres dels pacients. Els investigadors van trobar els edificis que es van aixecar per a la leproseria, els quals s'utilitzen avui com a saló de poble i com a residència en el poblat de Sosnovka que formava part de l'hospital de leprosos, que es va tancar el 1962.
En 2009 es va col·locar la primera pedra en el 150è aniversari de Marsden per a un monument commemoratiu i un parc a Sakhà. En el mateix any el teatre Sakhà va estrenar una nova obra amb Kate Marsden com a protagonista.
La Reial Societat Geogràfica conserva una col·lecció petita de pertinences de Marsden, que inclouen el seu rellotge, un xiulet i el fermall que va rebre de la Reina Victòria.

## Galeria d'imatges

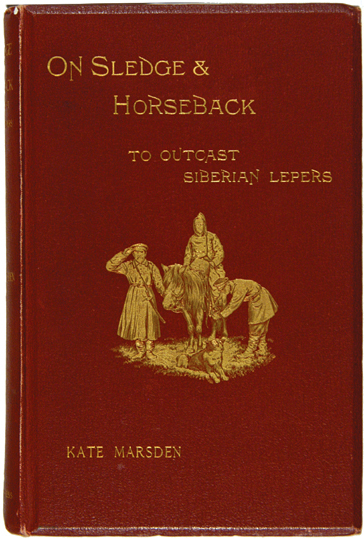
El relat del seu viatge: En trineu i a cavall...
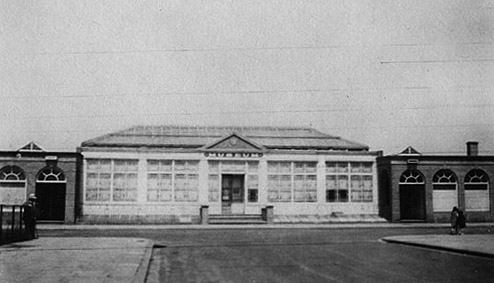
El museu Bexhill el 1914